# Barbacenia hatschbachii
Barbacenia hatschbachii är en enhjärtbladig växtart som beskrevs av Lyman Bradford Smith och Edward Solomon Ayensu. Barbacenia hatschbachii ingår i släktet Barbacenia och familjen Velloziaceae. Inga underarter finns listade.